# Нью-Джек-Сити
«Нью-Джек-Сити» (англ. New Jack City) — американский криминальный боевик режиссёра Марио Ван Пиблза, также являющийся его дебютным фильмом. Первый показ фильма состоялся на кинофестивале «Сандэнс» 17 января 1991 года, а общенациональная премьера в США — 8 марта этого же года.

## Сюжет
Гарлем, негритянский квартал Нью-Йорка. Главный герой — Нино Браун, занимающийся торговлей наркотиками. Ему противостоят гангстеры из других группировок и полицейские.

## В ролях
| Актёр         | Роль                      |
| ------------- | ------------------------- |
| Уэсли Снайпс  | Нино Браун                |
| Айс Ти        | детектив Скотти Эпплтон   |
| Аллен Пэйн    | Джеральд «Джи Мани» Уэллс |
| Крис Рок      | Бенни Робинсон            |
| Джадд Нельсон | Ник Перетти               |
| Майкл Мишель  | Селина Томас              |
| Билл Коббс    | старик                    |

## Критика
Фильм получил положительные отзывы критиков. Отмечалась актёрская игра, сценарий и саундтрек. Роджер Эберт из «Chicago Sun-Times» поставил фильму оценку три с половиной звезды по четырёхбалльной шкале, отметив:
Трюффо однажды сказал, что невозможно снять антивоенный фильм, потому что показ захватывающих военных действий неизбежно привлечёт зрителей с обеих сторон. По этой же причине так же сложно снять антинаркотический фильм, до тех пор, пока образ жизни наркоторговцев будет выглядеть привлекательным и они не будут убиты. Данный фильм сумел получить это сложное достижение.
Еженедельник «Time Out» описал ленту как типичный пример blaxploitation-фильма.
При бюджете $8 000 000 фильм собрал в прокате свыше $47 600 000